# 加茂神社 (美濃加茂市加茂野町)
加茂神社（かもじんじゃ）は、岐阜県美濃加茂市加茂野町今泉に鎮座する神社（加茂神社）。

## 概要
美濃加茂市加茂野町今泉（加茂郡今泉村→加茂郡加茂野村大字今泉）の産土神である。
創建時期は不詳。一説では、泉田という場所で酒の泉が噴き出した。そこに御神木として杉を植え、元慶六年（882年）に「仲山加茂神社」として創建したという。
戦国時代、この地域が加治田城城主佐藤忠能の知行所であった頃、加茂郡木野村（現・美濃加茂市加茂野町木野）の淡路洞にため池を築き、仲山加茂神社をこのため池の守護神としたという。
江戸時代は「加茂大明神」「白山大権現」と称した。明治初期に加茂神社に改称。
1908年（明治41年）に字宮東の日吉神社を合祀、1971年（昭和46年）に字洞泉寺の山の神を合祀する。
2011年（平成23年）、拝殿、弊殿、本殿を新築。神社境内の整備などを行う。

## 祭神
- 加茂別雷神

## 合祀
- 菊理姫命
- 大山咋神

## 境内社
- 神明神社
- 神宮司神社
- 津島神社